# Pallacanestro Reggiana 2017-2018
Questa voce raccoglie le informazioni riguardanti la Pallacanestro Reggiana nelle competizioni ufficiali della stagione 2017-2018.

## Stagione
La stagione 2017-2018 della Pallacanestro Reggiana sponsorizzata Grissin Bon, è la 20ª nel massimo campionato italiano di pallacanestro, la Serie A.

## Roster
Aggiornato al 17 agosto 2017.
| Grissin Bon Reggio Emilia 2017-18 | Grissin Bon Reggio Emilia 2017-18 |
| Giocatori                         | Staff tecnico                     |
| --------------------------------- | --------------------------------- |

| N. | Naz.                   | Ruolo | Nome                    | Anno | Alt.   | Peso   |  |
| -- | ---------------------- | ----- | ----------------------- | ---- | ------ | ------ |  |
| 4  | Italia (bandiera)      | PG    | Federico Mussini        | 1996 | 185 cm | 73 kg  |  |
| 5  | Stati Uniti (bandiera) | AC    | Julian Wright           | 1987 | 203 cm | 107 kg |  |
| 6  | Italia (bandiera)      | PG    | Federico Bonacini       | 1999 | 190 cm | 83 kg  |  |
| 7  | Italia (bandiera)      | P     | Leonardo Candi          | 1997 | 190 cm | 81 kg  |  |
| 8  | Italia (bandiera)      | G     | Amedeo Della Valle      | 1993 | 196 cm | 86 kg  |  |
| 9  | Stati Uniti (bandiera) | A     | James White             | 1982 | 201 cm | 91 kg  |  |
| 10 | Stati Uniti (bandiera) | C     | Jalen Reynolds          | 1992 | 206 cm | 105 kg |  |
| 11 | Georgia (bandiera)     | GA    | Manuchar Mark'oishvili  | 1986 | 197 cm | 95 kg  |  |
| 12 | Stati Uniti (bandiera) | P     | Chris Wright            | 1989 | 185 cm | 95 kg  |  |
| 14 | Italia (bandiera)      | C     | Riccardo Cervi (C)      | 1991 | 214 cm | 115 kg |  |
| 15 | Stati Uniti (bandiera) | PG    | Garrett Nevels          | 1992 | 187 cm | 80 kg  |  |
| 17 | Francia (bandiera)     | C     | Landing Sané            | 1990 | 207 cm | 100 kg |  |
| 18 | Spagna (bandiera)      | P     | Pedro Llompart          | 1982 | 187 cm | 84 kg  |  |
| 19 | Italia (bandiera)      | AG    | Niccolò De Vico         | 1994 | 200 cm | 93 kg  |  |
| -  | Estonia (bandiera)     | AG    | Siim-Sander Vene        | 1990 | 203 cm | 106 kg |  |
| -  | Italia (bandiera)      | G     | Alessandro Cipolla      | 2000 | 192 cm | 90 kg  |  |
| -  | Italia (bandiera)      | A     | Nicolò Dellosto         | 2000 | 196 cm | 95 kg  |  |
| -  | Camerun (bandiera)     | C     | Russel Tchewa Tchamadeu | 2000 | 210 cm |        |  |
| -  | Italia (bandiera)      | C     | Alessandro Vigori       | 1999 | 210 cm | 101 kg |  |

| Allenatore                                                                   |
| - Massimiliano Menetti                                                       |
| Assistente/i                                                                 |
| - Devis Cagnardi Legenda - (C) Capitano - (IN) Inattivo - Infortunato Roster |

## Mercato

### Sessione estiva
| Acquisti | Acquisti               | Acquisti            | Acquisti   | Acquisti |
| R.       | Nome                   | da                  | Modalità   |          |
| -------- | ---------------------- | ------------------- | ---------- | -------- |
| PG       | Federico Mussini       | St. John's R. Storm | definitivo |          |
| P        | Leonardo Candi         | Fortitudo Bologna   | definitivo |          |
| A        | Niccolò De Vico        | Pall. Biella        | definitivo |          |
| AG       | Mike Moser             | Pristina            | definitivo |          |
| P        | Garrett Nevels         | Força Lleida        | definitivo |          |
| AP       | Siim-Sander Vene       | Nižnij Novgorod     | definitivo |          |
| GA       | Manuchar Mark'oishvili | Darüşşafaka         | definitivo |          |
| C        | Landing Sané           | Levallois Metr.s    | definitivo |          |

| Cessioni | Cessioni          | Cessioni       | Cessioni                | Cessioni |
| R.       | Nome              | a              | Modalità                |          |
| -------- | ----------------- | -------------- | ----------------------- | -------- |
| AG       | Achille Polonara  | Dinamo Sassari | fine contratto          |          |
| GA       | Pietro Aradori    | Virtus Bologna | fine contratto          |          |
| P        | Derek Needham     | Mornar Bar     | fine contratto          |          |
| P        | Andrea De Nicolao | Reyer Venezia  | rescissione             |          |
| AG       | Jawad Williams    | Toyota Alvark  | fine contratto          |          |
| GA       | Artūrs Strautiņš  | Orlandina      | fine contratto          |          |
| AG       | Mike Moser        | Free agent     | risoluzione consensuale |          |
| G        | Rimantas Kaukėnas | Free agent     | fine contratto          |          |
| ALL      | Donatas Slanina   | Free agent     | fine contratto          |          |
| C        | Alessandro Lever  | GCU Antelopes  | fine contratto          |          |

### Dopo l'inizio della stagione
| Acquisti | Acquisti       | Acquisti          | Acquisti         | Acquisti   |
| R.       | Nome           | da                | data             | Modalità   |
| -------- | -------------- | ----------------- | ---------------- | ---------- |
| P        | Chris Wright   | Free agent        | 5 novembre 2017  | definitivo |
| P        | Pedro Llompart | Canarias Tenerife | 22 novembre 2017 | definitivo |
| AP       | James White    | Free agent        | 27 novembre 2017 | definitivo |

| Cessioni | Cessioni         | Cessioni      | Cessioni       | Cessioni       |
| R.       | Nome             | a             | data           | Modalità       |
| -------- | ---------------- | ------------- | -------------- | -------------- |
| C        | Landing Sané     | Andorra       | 3 gennaio 2018 | fine contratto |
| AG       | Siim-Sander Vene | Pall. Varese  | 4 gennaio 2018 | rescissione    |
| PG       | Federico Mussini | Pall. Trieste | 30 marzo 2018  | prestito       |
| PG       | Garrett Nevels   | Free agent    | 2 maggio 2018  | rescissione    |
| AC       | Julian Wright    | Free agent    | 3 maggio 2018  | rescissione    |